# Культура Древней Руси
Культура Древней Руси — культура Руси в период Древнерусского государства с момента его образования в IX веке (см. также дохристианская культура Древней Руси) до татаро-монгольского нашествия (1237—1240 годы).

## Письменность и просвещение
Создание славянской азбуки связывают с именами византийских монахов Кирилла и Мефодия. Кириллом во второй половине IX века был создан глаголический алфавит (глаголица), на котором были написаны первые переводы церковных книг для славянского населения Моравии и Паннонии. На рубеже IX—X веков на территории Первого Болгарского царства в результате синтеза издавна распространённого здесь греческого письма и тех элементов глаголицы, которые удачно передавали особенности славянских языков, возникла азбука, получившая позже название кириллица. В дальнейшем этот более лёгкий и удобный алфавит вытеснил глаголицу и стал единственным у южных и восточных славян.
Несмотря на то, что кириллическая письменность была известна в русских землях и ранее, только после Крещения Руси она получила широкое распространение. Также она получила основу в виде развитой культурной традиции восточного христианства. Существенное значение имело то, что христианство было принято в его восточном, православном варианте, допускавшем, в отличие от католичества, богослужение на национальных языках. Это создавало благоприятные условия для развития письменности на родном языке. Нуждаясь в грамотных людях, князь Владимир Святославич организовал первые школы.
Древнейшими известными русскими памятниками письменности являются договоры с Византией X века. Они свидетельствуют о знакомстве руси с кириллицей ещё до Крещения. Однако их подлинники не сохранились. Известны только списки в составе «Повести временных лет». Древнейшими сохранившимися русскими памятниками письменности являются Новгородский кодекс (Псалтирь и другие тексты) конца X — начала XI века, «Остромирово Евангелие», написанное дьяконом Григорием для новгородского посадника Остромира в 1057 году, и два «Изборника» князя Святослава Ярославовича 1073 и 1076 годов. Высокий уровень профессионального мастерства, с которым выполнены эти книги, свидетельствует о налаженном производстве рукописных книг уже в первой половине XI века, а также об устоявшихся к этому времени навыках «книжного строения».
Развитие письменности на русском языке привело к тому, что Русская церковь с самого начала не стала монополистом в сфере грамотности и образования. Грамотность не была привилегией только господствующего класса, она проникала также в среду простых горожан. О распространении грамотности среди различных слоёв городского населения свидетельствуют берестяные грамоты, обнаруженные во время археологических раскопок в Новгороде и других городах и датированные периодом начиная с XI века. Это письма, памятные записки, учебные упражнения и т. п. Письмо, таким образом, использовалось не только для создания книг, государственных и юридических актов, но и в быту. Нередко встречаются надписи на ремесленных изделиях. Простые горожане оставляли многочисленные записи на стенах церквей Киева, Новгорода, Смоленска, Владимира и других городов.
Основными центрами книжности были монастыри и соборные церкви, где существовали специальные мастерские с постоянными коллективами переписчиков. Они занимались не только перепиской книг, но и вели летописи, создавали оригинальные литературные произведения, переводили иностранные книги. Одним из ведущих центров этой деятельности был Киево-Печерский монастырь, в котором сложилось особое литературное направление, оказавшее большое влияние на литературу и культуру Древней Руси. Как свидетельствуют летописи, уже в XI веке на Руси при монастырях и соборных церквях создавались библиотеки, имеющие до нескольких сотен книг. Ситуация изменилась в XII веке, когда в крупных городах также возникло ремесло «книжных списателей». Это свидетельствовало о возрастающей грамотности населения и возросших потребностях в книгах, которую не могли удовлетворить монастырские писцы. Переписчиков книг содержали при себе многие князья, а некоторые из них и переписывали книги самостоятельно.
Образованность весьма ценилась в древнерусском обществе. В литературе того времени можно найти немало панегириков книге, высказываний о пользе книг и «книжного учения».

### Общая характеристика
С принятием христианства Древняя Русь была приобщена к книжной культуре. Древнерусская литературная традиция была частью Slavia Orthodoxa, литературной общности православных славян, существовавшей с IX века до начала Нового времени в условиях единой языковой среды (церковнославянский язык, его изводы, а также близкие к ним национальные литературные языки) и имевшей единый литературный фонд.
Древнерусская литература характерна тесной связью с византийской и болгарской литературными традициями и аскетической христианской направленностью. Русь усваивала аскетическую византийскую традицию и не приобщалась к столичной константинопольской культуре, воспринимала только собственно христианскую литературу, исключая античную, имевшую широкое распространение в Византии. Одна из причин этого заключается в том, что схожая ситуация уже была создана в южнославянской литературе, ставшей для русской образцом. Античное наследие, ставшее в Византии основой светской образованности, воспринималось на Руси как языческое, а потому вредное для человеческой души и не имеющее культурной ценности.
Литература Руси решала преимущественно внелитературные задачи. Важнейший принцип средневековой культуры «imitatio» (подражание, уподобление) предполагал, что благодатные дары приобретаются на пути приобщения к образцам, в том числе словесным. Поэтому главной задачей для древнерусских книжников виделось спасение души. Почти весь корпус известной литературы имел богословскую и религиозно-учительную направленность, включая летописные памятники. Такой тип православной литературы, как «че́тьи сборники» предназначался для того, чтобы сформировать у читателя навыки христианского служения. История, записанная в летописях, воспринимались в первую очередь как реализация Божьего промысла. Такой подход не предполагал вымысла, художественной фикции. Особняком среди сохранившихся произведений стоит «Слово о полку Игореве».

### Оригинальная литература
С принятием христианства Русь была приобщена к книжной культуре. Развитие русской письменности постепенно стало основой для возникновения литературы. Обширная переводная литература стала основой для формирования собственной традиции.
Для оригинальной литературы Древней Руси характерны большая идейная насыщенность и высокое художественное совершенство. Её ярким представителем был митрополит Иларион, автор известного произведения «Слово о законе и благодати», датируемого серединой XI века. В этом произведении проведена мысль о необходимости единства Руси. Использовав форму церковной проповеди, Иларион создал политический трактат, в котором нашли отражение злободневные проблемы русской действительности. Противопоставляя «благодать» (христианство) «закону» (иудаизм), Иларион утверждает идею перенесения небесного внимания и расположения с одного избранного народа на все человечество, равноправия всех народов.
Выдающимся писателем и историком был монах Киево-Печерского монастыря Нестор. Сохранились его «Чтение» о князьях Борисе и Глебе и ценное для истории быта «Житие Феодосия». «Чтение» написано в несколько отвлечённом стиле, в нём усилены назидательные и церковные элементы. Примерно к 1113 году относится выдающийся памятник древнерусского летописания — «Повесть временных лет», сохранившаяся в составе более поздних летописных сводов XIV—XV веков. Этот труд составлен на основе более ранних летописных сводов — исторических произведений, посвящённых прошлому Русской земли. Автор «Повести» сумел живо и образно рассказать о возникновении Руси и связать её историю с историей других стран. Основное внимание в «Повести» уделено событиям политической истории, деяниям князей и других представителей знати. Хозяйственная жизнь и быт народа описаны менее детально. Отчетливо проявилось в летописи и религиозное мировоззрение её составителя: конечную причину всех событий и поступков людей он видит в действии божественных сил, Провидения. Однако за религиозными расхождениями и ссылками на волю Бога часто скрываются практический подход к действительности, стремление выявить реальные причинно-следственные связи между событиями.
Феодосию, игумену Печерского монастыря, о котором писал монах того же монастыря Нестор, принадлежит несколько поучений и посланий к князю Изяславу.
Выдающимся писателем был князь Владимир Мономах. Его «Поучение» рисовало идеальный образ князя — справедливого правителя, затрагивало насущные вопросы современности: необходимость сильной княжеской власти, единство в отражении набегов кочевников и т. д. «Поучение» является произведением светского характера. Оно проникнуто непосредственностью человеческих переживаний, чуждо отвлечённости и наполнено реальными образами и примерами, взятыми из жизни.
Вопрос о княжеской власти в жизни государства, способах её осуществления и обязанностях князя становится одним из центральных в литературе. Возникает мысль о необходимости сильной власти как условия успешной борьбы с внешними врагами и преодоления внутренних противоречий. Эти размышления воплощены в одном из самых талантливых произведений XII—XIII веков, дошедшего до нас в двух основных редакциях «Слово» и «Моление» Даниила Заточника. Убеждённый сторонник сильной княжеской власти, Даниил с юмором и сарказмом пишет об окружающей его печальной действительности.
Особое место в литературе Древней Руси занимает «Слово о полку Игореве», датируемое концом XII века. В нём повествуется о неудачном походе на половцев в 1185 году новгород-северского князя Игоря Святославовича. Описание этого похода служит автору поводом для размышления о судьбах Русской земли. Причины поражений в борьбе с кочевниками, причины бедствий Руси автор видит в княжеских междоусобицах, в эгоистической политике князей, жаждущих личной славы. Центральным в «Слове» является образ Русской земли. Автор принадлежал к дружинной среде. Он постоянно пользовался свойственными ей понятиями «честь» и «слава».
Большое влияние на русскую культуру оказало Монгольское нашествие. Первое произведение, посвящённое нашествию — «Слово о погибели Русской земли». Слово дошло до нас не полностью. Также Батыевому нашествию посвящена «Повесть о разорении Рязани Батыем» — составная часть цикла повестей о чудотворной иконе Николы Зарайского. Примером сохранения в XIII веке традиций торжественного и учительского красноречия являются наставления («Слово о маловерии» и др.) Серапиона Владимирского.

## Зодчество
До конца X века на Руси не было монументального каменного зодчества, но существовали богатые традиции деревянного строительства, некоторые формы которого повлияли впоследствии на каменную архитектуру. Значительные навыки в области деревянного зодчества обусловили быстрое развитие каменной архитектуры и её своеобразие. После принятия христианства начинается возведение каменных храмов, принципы строительства которых были заимствованы из Византии. Вызванные в Киев византийские зодчие передали русским мастерам обширный опыт строительной культуры Византии.
Большие церкви Киевской Руси, построенные после принятия Христианства в 988 году, были первыми примерами монументальной архитектуры в восточно-славянских землях.
Архитектурный стиль Киевской Руси утвердился под влиянием византийского. Ранние православные церкви были главным образом сделаны из дерева.
Первой каменной церковью Киевской Руси была Десятинная церковь в Киеве, строительство которой относят к 989 году. Церковь строилась в качестве кафедрального собора неподалёку от княжеского терема. В первой половине XII века церковь перенесла значительный ремонт. В это время был полностью перестроен юго-западный угол храма, перед западным фасадом появился мощный пилон, подпирающий стену. Эти мероприятия, вероятнее всего, являлись восстановлением храма после частичного обрушения вследствие землетрясения.
Софийский собор в Киеве, построенный в XI веке, является одним из самых значительных архитектурных сооружений данного периода. Первоначально Софийский собор представлял собой пятинефный крестово-купольный храм с 13 главами. С трёх сторон он был окружён двухъярусной галереей, а снаружи — ещё более широкой одноярусной. Собор строился константинопольскими строителями, при участии киевских мастеров. На рубеже XVII—XVIII веков был внешне перестроен в стиле украинского барокко. Храм внесён в список Всемирного наследия ЮНЕСКО.

## Живопись
После крещения Руси из Византии пришли новые виды монументальной живописи — мозаика и фреска, а также станковая живопись (иконопись). Также из Византии был перенят иконографический канон, неизменность которого строго оберегалась церковью. Это предопределило более длительное и устойчивое византийское влияние в живописи, нежели в архитектуре.
Наиболее ранние из сохранившихся произведений древнерусской живописи были созданы в Киеве. Согласно летописям, первые храмы украшали приезжие мастера-греки, добавившие в сложившуюся иконографию систему расположения сюжетов в интерьере храма, а также манеру плоскостного письма. Своей особой красотой известны мозаики и фрески Софийского собора. Они выполнены в строгой и торжественной манере, свойственной византийской монументальной живописи. Их создатели мастерски использовали разнообразие оттенков смальты, искусно объединили мозаику с фреской. Из мозаичных работ особенно значительны изображения Христа Вседержителя в центральном куполе. Все изображения пронизаны идеей величия, торжества и незыблемости православной церкви и земной власти.
Ещё одним уникальным памятником светской живописи Древней Руси являются росписи стен двух башен Киевской Софии. На них изображены сцены княжеской охоты, цирковых состязаний, музыканты, скоморохи, акробаты, фантастические звери и птицы, что несколько отличает их от обычных церковных росписей. Среди фресок Софии — два групповых портрета семьи Ярослава Мудрого.
В XII—XIII веках в живописи отдельных культурных центров стали проявляться местные особенности. Это характерно для Новгородской земли и Владимиро-Суздальского княжества. С XII века формируется специфический новгородский стиль монументальной живописи, который достигает более полного выражения в росписях церквей Георгия в Старой Ладоге, Благовещения в Аркажах и особенно Спаса-Нередицы. В этих фресковых циклах, в отличие от киевских, заметно стремление к упрощению художественных приемов, к экспрессивной трактовке иконографических типов. В станковой живописи новгородские черты были выражены слабее.
Во Владимиро-Суздальской Руси домонгольского периода сохранились фрагменты фресок Дмитриевского и Успенского соборов во Владимире и церкви Бориса и Глеба в Кидекше, а также несколько икон. Основываясь на этом материале, исследователи считают возможным говорить о постепенном становлении Владимиро-суздальской школы живописи. Лучше всего сохранилась фреска Дмитриевского собора с изображением Страшного суда. Она создана двумя мастерами — греком и русским. К Владимиро-суздальской школе относятся несколько больших икон XII — начала XIII веков. Самой ранней из них является «Боголюбская Богоматерь», датируемая серединой XII века, стилистически близкая к знаменитой «Владимирской Богоматери», которая имеет византийское происхождение.

## Фольклор
Письменные источники свидетельствуют о богатстве и разнообразии фольклора Древней Руси. Значительное место в нём занимала календарная обрядовая поэзия: заговоры, заклинания, песни, являвшиеся неотъемлемой частью аграрного культа. Обрядовый фольклор включал в себя также предсвадебные песни, похоронные плачи, песни на пирах и тризнах. Широкое распространение получили и мифологические сказания, отражавшие языческие представления древних славян. На протяжении многих лет церковь, стремясь искоренить остатки язычества, вела упорную борьбу с «поганскими» обычаями, «бесовскими игрищами» и «кощунами». Однако эти виды фольклора сохранились в народном быту вплоть до XIX—XX веков, потеряв со временем свой начальный религиозный смысл, обряды же превратились в народные игры.
Существовали также такие формы фольклора, которые не были связаны с языческим культом. К ним относятся пословицы, поговорки, загадки, сказки, трудовые песни. Авторы литературных произведений широко использовали их в своем творчестве. Письменные памятники сохранили многочисленные предания и легенды о родоначальниках племен и княжеских династий, об основателях городов, о борьбе с чужеземцами. Так, народные сказания о событиях II—VI веков отразились в «Слове о полку Игореве».
В IX веке возник новый эпический жанр — героический былинный эпос, ставший вершиной устного народного творчества и следствием роста народного самосознания. Былины — устные поэтические произведения о прошлом. В основу былин легли реальные исторические события, прототипами некоторых былинных героев являются реально существовавшие люди. Так, прообразом былинного Добрыни Никитича был дядя Владимира Святославича — воевода Добрыня, имя которого неоднократно упоминается в древнерусских летописях.
В свою очередь, в военном сословии, в княжеско-дружинной среде существовала своя устная поэзия. В дружинных песнях прославлялись князья и их подвиги. В княжеских дружинах были свои «песнотворцы» — профессионалы, слагавшие песни-«славы» в честь князей и их воинов.
Фольклор продолжал развиваться и после распространения письменной литературы, оставаясь важным элементом древнерусской культуры. В последующие столетия многие писатели и поэты использовали сюжеты устной поэзии и арсенал её художественных средств и приемов. Так же на Руси было широко распространено искусство игры на гуслях, родиной коих она и является.

## Костюм
Современные исследователи располагают многочисленными свидетельствами о том, как одевались князья и бояре. Сохранились словесные описания, изображения на иконах, фресках и миниатюрах, а также фрагменты тканей из саркофагов. Данные материалы различные исследователи в своих работах сопоставляли с упоминаниями одежды в письменных документальных и нарративных источниках — летописях, житиях и разного рода актах.

## Декоративно-прикладное искусство
Киевская Русь славилась своими мастерами в прикладном, декоративном искусстве, которые в совершенстве владели различными техниками: сканью, эмалью, зернью, чернью, о чём свидетельствуют ювелирные украшения. Л. Любимов в своей книге «Искусство Древней Руси» приводит описание звездчатых серебряных колтов из тверского клада XI—XII веков: «К кольцу с полукруглым щитком припаяны шесть серебряных конусов с шариками. На каждый конус напаяно 5000 крохотных колечек диаметром 0,06 см из проволоки в 0,02 см толщиной! Только микрофотосъемка позволила установить эти размеры. Но это не все. Колечки служат лишь постаментом для зерни, так что на каждое насажено еще зернышко серебра диаметром 0,04 см!».
Ювелирные изделия украшались перегородчатой эмалью. Мастера использовали яркие краски, умело подбирали цвета. В рисунках прослеживались мифологические языческие сюжеты и образы, которые особенно часто использовались в прикладном искусстве. Их можно увидеть на резной деревянной мебели, домашней утвари, расшитых золотом тканях, в резных костяных изделиях, известных в Западной Европе под названием «резьба тавров», «резьба русов».

### Личный убор
В культуре славян VIII—XII веков наблюдается расцвет разнообразия височных колец. Их дизайн мог испытать влияние арабской и византийской культуры. Со второй половины X века славянские височные кольца, как и другие ювелирные изделия, начали проникать в Скандинавию, возможно и вместе с их носительницами, и в качестве средств платежа — большая часть этих украшений найдена в кладах в виде драгоценного металла (вероятно, в Скандинавии серебро ценилось дороже, чем на Руси).
Наиболее распространённым типом подвесок были нательные кресты. Начало распространения христианства на Руси документируется распространением христианских древностей (кресты-привески, свечи и др.), в основном в дружинных погребальных комплексах. Они фиксируются уже с середины — третьей четверти X века (до официального крещения Руси в 988 году) в сети узловых пунктов Древнерусского государства — в городах и на погостах. Известны монеты (византийские с христианскими изображениями и восточные, саманидские дирхемы) с нанесёнными на них (на Руси) граффити, передающими крест и молот Тора. Такие византийские монеты носились как иконы. Кроме того, кресты вырезались из дирхемов. Граффити в виде крестов и молоточков Тора могли изображаться на бытовых предметах. Для начальной стадии христианизации (середина — вторая половина X века) характерны крестовидные подвески из листового серебра, включая вырезанные из дирхемов. Они обнаружены в Гнёздове, Киеве, Тимерёве, на территории Искоростеня, в некрополе Пскова. Потоки монет на международных путях контролировала и распределяла княжеская дружина, религия которой становилась синкретичной. Эту дохристианскую эпоху, в отличие от более поздней, и можно считать периодом «двоеверия».
В период с середины — второй половины X века по XII век бытовали кресты-привески так называемого «скандинавского типа» (кресты с тремя «шариками» на концах и схожие с ними). Они найдены в Гнёздове, Киеве, Саркеле (Белой Веже), Изборске и других местах. Это могли быть изделия местного производства, поскольку в Киеве обнаружена бронзовая литейная формочка для их изготовления. Концентрация крестов «скандинавского типа» наблюдается в земле радимичей и во Владимиро-Суздальском ополье. Кресты этого типа могут иметь византийское происхождение, поскольку близкие по стилистке кресты с концами в виде трилистников известны из раскопок Херсонеса и Коринфа. Византийские аналоги имеют и круглые подвески с прорезными крестами. Редко встречаются нательные кресты с изображением Христа, изготовленные из серебра или бронзы. Они происходят преимущественно из городов, реже — из курганов, расположенных на важнейших торговых путях — днепровском (путь «из варяг в греки») и волжском. Кресты-реликварии (энколпионы), произведённые в византийских или болгарских мастерских X—XI веков, на Руси принадлежат к числу редких артефактов. Образки XI века, кроме того, происходят из Тмутаракани и из одного кургана Суздальского ополья (село Городище), раскопанного ещё А. С. Уваровым. Кресты, найденные в камерных гробницах, демонстрируют роль дружины в процессах христианизации. Первая волна христианизации затронула именно дружину, поэтому её представители носили нательные кресты. Ранняя христианизация охватывала районы Киева, правобережья Среднего Днепра (Искоростень), Гнёздова, северо-запада (Ладога, Псков, Новгород), Верхнего Поволжья (Тимерёво, Углич), юго-запада (Плеснеск), запада (Минск), востока (Рязань, Воин) и бассейна Дона (Белая Вежа). Большая часть находок крестовидных привесок на Руси и в Скандинавии идентична, что может говорить об участии Руси в христианизации Северной Европы.
В курганах второй половины XII — начала XIII века число крестов и образков возрастает. Значительная часть их происходит из городов. Известны курганные захоронения с крестиками на груди, которые при этом сопровождались орудиями труда и богатым инвентарем, что может говорить о неполной христианизации умерших. Вместе с тем часть крестов использовалась в качестве украшений наряду с другими элементами женского металлического убора. В курганах второй половины XII — начала XIII века выделяются и захоронения, произведённые непосредственно по христианскому обряду, но число их очень невелико. Как правило, в таких погребениях обнаруживается крест или образок на груди при отсутствии иных вещевых находок. Таковы, например, отдельные курганные захоронения при сёлах Городище, Старово, Кабанское, Васильки и Ненашевское в Северо-Восточной Руси, раскопанные А. С. Уваровым. К числу таких же погребений принадлежит одно из захоронений в Акатово в Подмосковье.
Вторым по распространённости типом подвесок после крестов были лунницы. В Х—XIII веках они имели широкое распространение практически на всей славянской территории. Однако в достоверно языческих славянских древностях VI—VII веков двурогие лунницы или какие-либо их возможные прототипы отсутствуют. Их появление связано с проникновением в славянскую среду в конце VII — начале VIII веков комплекса филигранно-зернёных женских украшений (Залесский клад) в составе первой волны византийского влияния. Вторая волна влияния предположительно связана с падением Аварского каганата и формированием уже славянского раннегосударственного комплекса престижных филигранно-зернёных женских украшений Великой Моравии. Оттуда он был заимствован соседями — Русью и Польшей. В Х—XIII веках параллельно с видоизменением формы и декора, широкорогие лунницы вытесняются новыми типами — остророгими, круторогими, замкнутыми, крестовключённымии др. Эти типы имеют прямые византийские прототипы, в свою очередь восходящие к римским лунницам III—IV веков. Эволюция лунниц может быть сравнима с распространением амулетов-змеевеков, число находок которых на территории Руси на несколько порядков превышает число их византийских прототипов.
Личный убор, начиная с античной эпохи, воплощал «космический порядок», и лунница может рассматриваться как его составная часть, в качестве отражения культа луны. В X веке лунницы в большей мере исполняли декоративную функцию, поскольку весь сканно-зернёный убор этого периода подчинялся идее престижности атрибутов древнерусской знати. В XI—XII веках лунница и изображение луны в целом трансформировались в символ Богородицы.
Уже со второй половины X века известны древнерусские лунницы в одном ожерелье с крестами и подвески, объединяющие в себе лунницу и крест, которые принято интерпретировать в качестве свидетельств религиозного синкретизма. Сочетание креста и полумесяца вписывается в языческую космологическую символику: крест и полумесяц символизируют солнце и луну; но вместе с тем в христианской традиции луна символизирует Богородицу, в то время как солнце — Христа. Это толкование соответствует каноническим текстам и поддерживается ими: Христос именуется «Солнцем правды» или «Солнцем праведным» («sol justitiae» — Мал. IV, 2), а Богородица может связываться с апокалиптическим образом — «И явилось на небе великое знамение: жена, облеченная в солнце; под ногами ее луна, и на главе ее венец из двенадцати звезд» (Откр. 12:1).
В X веке древнерусские ювелиры в совершенстве освоили технику черни: из гнёздовского могильника происходят несколько бляшек, выполненных в черневой технике; распространённые на них узоры — звёздчатые или в виде сердцевидных и иных завитков. Многие вещи сходны с теми, которые шли в Регенсбург, торговый центр Южной Германии, имевший с Киевом обоюдную торговлю. Эти данные соотносятся с сообщением пресвитера Теофила о янтарных изделиях, эмалях и черни русских, названых в трактате «О технике художественных ремесел» (лат. Schedula diversarum artium) рядом с греческими.

## В филателии
Почтовые марки СССР, 1991. Серия Культура русского средневековья XI—XVI века, оформление Герман Комлев:
- «„Остромирово Евангелие“. 1056—57 гг.»
- «„Русская правда“. XI—XIII вв.»
- «„Троица“. Икона. Ок. 1411 г.»
- «„Апостол“. 1564 г.»